# Münsterhof (Dreisen)
Der Münsterhof ist ein Wohnplatz, der zur Ortsgemeinde Dreisen gehört. Seine Bauten stehen unter Denkmalschutz.

## Anlage
Beim Münsterhof handelt es sich um eine weitläufige Hofanlage. In den Wohntrakten, die aus dem 18. Jahrhundert stammen, existiert eventuell mittelalterliche Substanz. Das Haus mit der Nummer fünf stammt mutmaßlich aus der ersten Hälfte des 18. Jahrhunderts. Die Häuser zwei bis vier bilden einen spätbarocken, vierzehnachsigen Nordflügel, der nach 1764 entstand. Die Stallgebäude stammen wahrscheinlich aus dem 19. Jahrhundert.

## Geschichte
Münsterdreisen gehörte zu jenen zwölf nahezu verlassenen Pfälzer Klöstern, die Papst Julius III. 1551 dem Kurfürsten Friedrich II. von der Pfalz erlaubte aufzulösen, um ihre Güter zugunsten der Universität Heidelberg und des Gottesdienstes in der dortigen Schlosskapelle einzuziehen. Aufgrund dieser Erlaubnis erschienen am Mittwoch, den 6. September 1553, die kurpfälzischen Beauftragten, Universitätsrektor und Erster Professor für Medizin Johann Wagenmann († 1557) und Wendelin Sprenger, Dekan des Heidelberger Hl.-Geist-Stiftes, in Münsterdreisen, wo ihnen der dortige Keller, Valentin Weißbrod, die Schlüssel der Abtei überreichte. Sie nahmen sie für die Kurpfalz in Besitz und ließen die Untertanen des Klosters, die Bewohner von Dreisen und Standenbühl, auf den neuen Eigentümer vereidigen. Damit war das Kloster offiziell aufgelöst.
1559 kam das Klostergut an die Freiherren von Geispitzheim und 1764 an den Fürsten von Nassau-Weilburg, der Amische, eine den Mennoniten verwandte Glaubensgruppe, zur Bewirtschaftung auf den Münsterhof setzte; sie galten als vorbildliche Landwirte und Pächter.
Im Münsterhof selbst befinden sich – außer einem großen, gotischen Profilstein – vom Kloster heute keine sichtbaren Reste mehr. Die dortigen Gebäude sind überwiegend aus Baumaterial der alten Anlage errichtet und stehen wohl auch auf ihren Fundamentresten, sind aber jüngeren Datums.
In Bolanden, an der äußeren Nordwand der Klosterkirche Hane, befindet sich ein gotisches Sakramentshaus (um 1400), das in einem Keller des Münsterhofes eingemauert war und um 1900 als Spolie zunächst auf das Gelände des Gymnasiums Weierhof, von dort aber in jüngster Zeit zum Kloster Hane kam.